# Faza latencji
Faza latencji, faza utajenia (homoseksualna) – faza rozwoju psychoseksualnego człowieka następująca po fazie fallicznej.

## Charakterystyka
Według koncepcji Sigmunda Freuda źródłem energii (przyjemności i nieprzyjemności) jest własna płeć. Doświadczeniem rozwojowym jest przynależność do grupy rówieśniczej w obrębie tej samej płci. W fazie utajenia w przeciwieństwie do poprzednich faz (egocentrycznych), zainteresowanie skupia się na innych ludziach (rówieśnikach lub starszych) i praktykowaniu wspólnych doświadczeń.

## Osobowość utajona
Osobowość utajoną uosabiają w życiu dorosłym m.in.: konformiści, szowiniści oraz członkowie gangów i stowarzyszeń.